# Frits Clausen

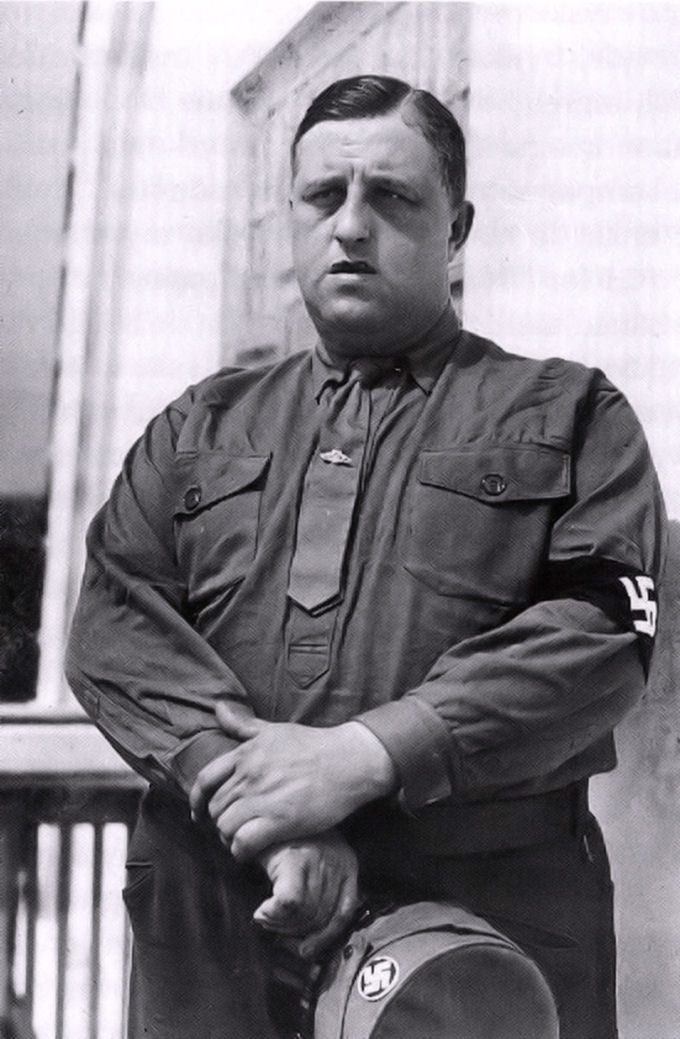
Frits Clausen

Frits Clausen (* 12. November 1893 in Apenrade, Provinz Schleswig-Holstein; † 5. Dezember 1947 in Kopenhagen) war ein dänischer Politiker und Arzt. Von 1933 bis 1944 Parteiführer der dänischen Nationalsozialisten (DNSAP).

## Werdegang
Frits Clausen entstammte einer dänisch-national gesinnten Familie aus dem damals zu Preußen gehörenden Nordschleswig. Am Ersten Weltkrieg nahm er als deutscher Soldat teil. 1918 ging er nach Kopenhagen, um dort Medizin zu studieren. 1924 kehrte er nach dem nunmehr wieder dänischen Nordschleswig zurück und übernahm eine Landarztpraxis in Bovrup (deutsch. Baurup) bei Varnæs (deutsch Warnitz), 13 Kilometer südöstlich von Apenrade.
Im Januar 1931 schloss er sich der DNSAP an und wurde 1933 ihr „Führer“. Zwar gelang es ihm, die Partei landesweit zu organisieren und in allen Bevölkerungsschichten Anhänger zu finden, aber die Partei blieb zahlenmäßig klein. Der überwiegende Teil der dänischen Bevölkerung stand dem in Deutschland herrschenden Nationalsozialismus ablehnend gegenüber.
Trotz Unterstützung aus Deutschland erlangte die DNSAP bei der Wahl zum Folketing 1939 lediglich drei von 148 Mandaten. Nach der deutschen Besetzung Dänemarks im April 1940 hoffte Clausen, bald die Regierung des Landes übernehmen zu können. Zwar wurden er und seine Partei weiterhin von deutscher Seite unterstützt, andererseits unterließ die deutsche Führung zu große Eingriffe in die dänische Innenpolitik, um den Widerstand der Bevölkerung nicht zu entfachen. So ließ die Besatzungsmacht 1943 eine verhältnismäßig freie Wahl zum Folketing zu. Diese wurde für die DNSAP zu einem Fiasko, während die demokratischen Parteien bei extrem hoher Wahlbeteiligung die volle Unterstützung der Wählerschaft erhielten. Innerhalb der Partei hielt man Clausen danach nicht mehr für geeignet.
Obwohl er seinen Parteivorsitz formell nicht aufgab, zog sich Frits Clausen, der inzwischen stark dem Alkohol zusprach, zurück und meldete sich im November 1943 freiwillig als Arzt bei der Waffen-SS, in der er mindestens den Rang eines Sturmbannführers innehatte. Sein Dienst endete aber nach kurzer Zeit in einer Heilanstalt für Alkoholiker in Würzburg. Am 5. Mai 1944 zwang ihn ein Dreierrat seiner Partei dazu, den Vorsitz aufzugeben.
Kurz nach der Kapitulation der deutschen Truppen am 5. Mai 1945 wurde Frits Clausen verhaftet. Im Gefängnis verfasste Clausen noch seine Memoiren, die 2003 durch den Historiker John T. Lauridsen kommentiert veröffentlicht worden sind. Am 5. Dezember 1947 starb Clausen, bevor ein Prozess gegen ihn hatte eröffnet werden können.